# Andreas Karlsson
Pour les articles homonymes, voir Karlsson.
Andreas Karlsson (né le 19 août 1975 à Ludvika) est un joueur professionnel de hockey sur glace suédois.

## Biographie

### Carrière en club
En 1992, il commence sa carrière dans la Elitserien avec son club formateur du Leksands IF. Il est choisi en sixième ronde en 148e position par les Flames de Calgary lors du repêchage d'entrée 1993 dans la Ligue nationale de hockey. En 1999, il découvre la LNH avec les Thrashers d'Atlanta. Il a par la suite porté les couleurs du Lightning de Tampa Bay. Entretemps, il a décroché la Coupe Calder 2002 avec les Wolves de Chicago.

### Carrière internationale
Il a représenté la Suède En équipe nationale. Il a notamment remporté la médaille d'or au championnat du monde 2006.

## Trophées et honneurs personnels
Elitserien
- 2006 : nommé dans l'équipe type.
- 2006 : remporte le Casque d'or.
- 2006 : remporte le Trophée Håkan-Loob avec Tomi Kallio.

## Statistiques

### En club
| Saison            | Équipe                 | Ligue             |     | Saison régulière | Saison régulière | Saison régulière | Saison régulière | Saison régulière |    | Séries éliminatoires | Séries éliminatoires | Séries éliminatoires | Séries éliminatoires | Séries éliminatoires |
| Saison            | Équipe                 | Ligue             | PJ  | B                | A                | Pts              | Pun              | PJ               | B  | A                    | Pts                  | Pun                  |                      |                      |
| 1992-1993         | Leksands IF            | Elitserien        | 13  | 0                | 0                | 0                | 2                | -                | -  | -                    | -                    | -                    |                      |                      |
| 1993-1994         | Leksands IF            | Elitserien        | 21  | 0                | 0                | 0                | 10               | 3                | 0  | 0                    | 0                    | 0                    |                      |                      |
| 1994-1995         | Leksands IF            | Elitserien        | 22  | 7                | 8                | 15               | 2                | 4                | 0  | 1                    | 1                    | 0                    |                      |                      |
| 1995-1996         | Leksands IF            | Elitserien        | 40  | 10               | 13               | 23               | 10               | 5                | 2  | 1                    | 3                    | 4                    |                      |                      |
| 1996-1997         | Leksands IF            | Elitserien        | 49  | 13               | 11               | 24               | 39               | 9                | 2  | 0                    | 2                    | 2                    |                      |                      |
| 1997-1998         | Leksands IF            | Elitserien        | 33  | 9                | 14               | 23               | 20               | 4                | 1  | 0                    | 1                    | 0                    |                      |                      |
| 1998-1999         | Leksands IF            | Elitserien        | 49  | 18               | 15               | 33               | 18               | 4                | 1  | 0                    | 1                    | 6                    |                      |                      |
| 1999-2000         | Solar Bears d'Orlando  | LIH               | 18  | 5                | 5                | 10               | 6                | -                | -  | -                    | -                    | -                    |                      |                      |
| 1999-2000         | Thrashers d'Atlanta    | LNH               | 51  | 5                | 9                | 14               | 14               | -                | -  | -                    | -                    | -                    |                      |                      |
| 2000-2001         | Thrashers d'Atlanta    | LNH               | 60  | 5                | 11               | 16               | 16               | -                | -  | -                    | -                    | -                    |                      |                      |
| 2001-2002         | Thrashers d'Atlanta    | LNH               | 42  | 1                | 7                | 8                | 20               | -                | -  | -                    | -                    | -                    |                      |                      |
| 2001-2002         | Wolves de Chicago      | LAH               | 16  | 6                | 14               | 20               | 11               | 23               | 7  | 14                   | 21                   | 6                    |                      |                      |
| 2002-2003         | Wolves de Chicago      | LAH               | 41  | 12               | 20               | 32               | 16               | 9                | 1  | 3                    | 4                    | 4                    |                      |                      |
| 2003-2004         | HC Bâle                | LNA               | 40  | 7                | 20               | 27               | 30               | 8                | 3  | 8                    | 11                   | 2                    |                      |                      |
| 2004-2005         | HV 71 Jonkoping        | Elitserien        | 39  | 11               | 13               | 24               | 12               | -                | -  | -                    | -                    | -                    |                      |                      |
| 2005-2006         | HV 71 Jonkoping        | Elitserien        | 50  | 26               | 29               | 55               | 30               | 12               | 5  | 8                    | 13                   | 8                    |                      |                      |
| 2006-2007         | Lightning de Tampa Bay | LNH               | 53  | 3                | 6                | 9                | 12               | 6                | 0  | 0                    | 0                    | 0                    |                      |                      |
| 2007-2008         | Lightning de Tampa Bay | LNH               | 58  | 2                | 2                | 4                | 10               | -                | -  | -                    | -                    | -                    |                      |                      |
| 2008-2009         | Frölunda HC            | Elitserien        | 11  | 3                | 5                | 8                | 6                | -                | -  | -                    | -                    | -                    |                      |                      |
| 2009-2010         | Frölunda HC            | Elitserien        | 15  | 3                | 3                | 6                | 6                | 7                | 1  | 5                    | 6                    | 2                    |                      |                      |
| 2010-2011         | Frölunda HC            | Elitserien        | 35  | 2                | 10               | 12               | 12               | -                | -  | -                    | -                    | -                    |                      |                      |
| Totaux Elitserien | Totaux Elitserien      | Totaux Elitserien | 377 | 102              | 121              | 223              | 167              | 48               | 12 | 15                   | 27                   | 22                   |                      |                      |
| Totaux LNH        | Totaux LNH             | Totaux LNH        | 264 | 16               | 35               | 51               | 72               | 6                | 0  | 0                    | 0                    | 0                    |                      |                      |